# Liège-Bastogne-Liège 1935
La 25e édition de Liège-Bastogne-Liège a eu lieu le 4 avril 1935 et a été remportée par le Belge Alfons Schepers. C'est la troisième victoire d'Alfons Schepers à la Doyenne.
Alfons Schepers bat au sprint ses compagnons d'échappée Frans Bonduel et Louis Hardiquest lors de cette vingt-cinquième édition de la Doyenne. 47 coureurs étaient au départ et 21 à l'arrivée. Les coureurs arrivés entre la septième et la douzième place n'ont pu être classés.

## Classement
| n° | Coureur            | Équipe         | Temps           |
| -- | ------------------ | -------------- | --------------- |
| 1  | Alfons Schepers    | Dilecta-Wolber | 6 h 37 min 18 s |
| 2  | Frans Bonduel      | Dilecta-Wolber | m.t.            |
| 3  | Louis Hardiquest   | De Dion-Bouton | m.t.            |
| 4  | François Gardier   | Dilecta-Wolber | à 7 s           |
| 5  | Jan-Jozef Horemans | -              | à 3 min 17 s    |
| 6  | Jules Geens        | -              | à 7 min 02 s    |
| 7  | Edward Vissers     | L'Express      | à 10 min 01 s   |
|    | Cornelius Leemans  | -              | m.t.            |
|    | Alfons Deloor      | Bury           | m.t.            |
|    | Louis Bocken       | -              | m.t.            |
|    | Sylvère Maes       | Alcyon-Dunlop  | m.t.            |
|    | Joseph Depauw      | -              | m.t.            |